# DHL Fastest Lap Award
Il DHL Fastest Lap Award è un premio, istituito nel 2007, assegnato al pilota che ottiene più giri più veloci in gara, durante una stagione del Campionato mondiale di Formula 1. Il trofeo è il primo creato per premiare questo tipo di performance.
Il premio prende il nome dallo sponsor DHL, quale parte del ruolo svolto da tale azienda nella logistica della Formula 1. Dal 2015 è stato introdotto anche il DHL Fastest Pit Stop Award, per la scuderia che, per il maggior numero di gare in una stagione, effettua il pit stop più veloce.
Secondo Bernie Ecclestone il premio ha lo scopo di "riconoscere le qualità che fanno la Formula 1: velocità e organizzazione."

## Il regolamento
In caso di parità al termine del campionato tra più piloti quale discriminante per l'assegnazione del premio vengono conteggiati i secondi giri più veloci e, in caso di ulteriore parità, anche i terzi giri più veloci fatti segnare dai piloti coinvolti.

## La storia

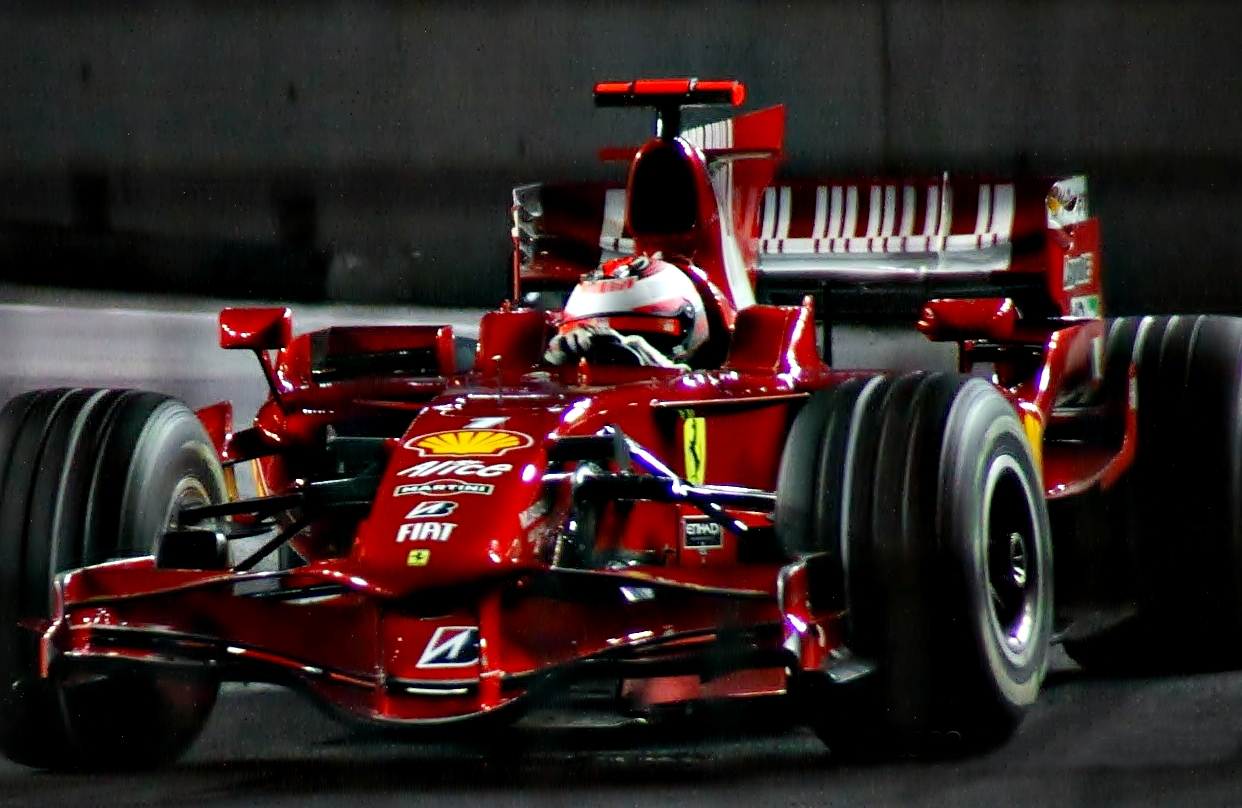
Kimi Räikkönen nel Gran Premio di Singapore 2008, ove ottenne il decimo giro veloce in gara della stagione: eguagliò così il numero massimo di fastest lap in un singolo campionato, che già deteneva (dal) insieme a Michael Schumacher (nel).

Nella pur breve storia del trofeo la parità di numero di giri più veloci è accaduta in tre occasioni; nel 2007, quando Felipe Massa e Kimi Räikkönen fecero segnare sei giri veloci a testa, e due seconde migliori prestazioni, e ancora nel 2009, quando i due piloti della Red Bull Racing-Renault, Sebastian Vettel e Mark Webber, conclusero la stagione con tre giri più veloci a testa.
Lo stesso accadde nel 2010 con Fernando Alonso che prevalse su Lewis Hamilton, per il più alto numero di secondi giri.
Nella stagione 2008 invece, vi fu il dominio del ferrarista Räikkönen che fece suoi ben 10 giri veloci, davanti al compagno di scuderia Massa che ne conquistò tre. Ciò rappresenta anche il record di giri veloci ottenuti, in una singola stagione, da un pilota. Tale numero era già stato ottenuto da Michael Schumacher, nel 2004, e dallo stesso pilota finlandese nel 2005, quando però il trofeo non era stato ancora ideato.
Nel 2011, Mark Webber su Red Bull Racing-Renault fece segnare 7 giri veloci in stagione. Anche nelle stagioni 2012 e 2013 il trofeo venne assegnato a un pilota della Red Bull, Sebastian Vettel.
Dal 2014 al 2021 il trofeo è stato assegnato sempre a piloti della Mercedes. Dal 2022 al 2023 torna ad essere assegnato a un pilota della Red Bull. Nel 2024 viene assegnato per la prima volta a Lando Norris.
Dal 2019 al 2024, come avvenuto già dal 1950 al 1959, veniva assegnato un punto al pilota che avesse effettuato il giro veloce in gara; esso veniva assegnato solo se il pilota che avesse registrato il miglior rilievo cronometrico si fosse classificato nei primi 10 posti.

## Albo d'oro
| Stagione | Vincitore        | Costruttore                | Giri più veloci |
| -------- | ---------------- | -------------------------- | --------------- |
| 2007     | Kimi Räikkönen   | Ferrari                    | 6               |
| 2008     | Kimi Räikkönen   | Ferrari                    | 10              |
| 2009     | Sebastian Vettel | Red Bull Racing-Renault    | 3               |
| 2010     | Fernando Alonso  | Ferrari                    | 5               |
| 2011     | Mark Webber      | Red Bull Racing-Renault    | 7               |
| 2012     | Sebastian Vettel | Red Bull Racing-Renault    | 6               |
| 2013     | Sebastian Vettel | Red Bull Racing-Renault    | 7               |
| 2014     | Lewis Hamilton   | Mercedes                   | 7               |
| 2015     | Lewis Hamilton   | Mercedes                   | 8               |
| 2016     | Nico Rosberg     | Mercedes                   | 6               |
| 2017     | Lewis Hamilton   | Mercedes                   | 7               |
| 2018     | Valtteri Bottas  | Mercedes                   | 7               |
| 2019     | Lewis Hamilton   | Mercedes                   | 6               |
| 2020     | Lewis Hamilton   | Mercedes                   | 6               |
| 2021     | Lewis Hamilton   | Mercedes                   | 6               |
| 2022     | Max Verstappen   | Red Bull Racing-RBPT       | 5               |
| 2023     | Max Verstappen   | Red Bull Racing-Honda RBPT | 9               |
| 2024     | Lando Norris     | McLaren-Mercedes           | 6               |

## Statistiche

### Vittorie per pilota
| Vittorie | Pilota           | Stagioni                           |
| -------- | ---------------- | ---------------------------------- |
| 6        | Lewis Hamilton   | 2014, 2015, 2017, 2019, 2020, 2021 |
| 3        | Sebastian Vettel | 2009, 2012, 2013                   |
| 2        | Kimi Räikkönen   | 2007, 2008                         |
| 2        | Max Verstappen   | 2022, 2023                         |
| 1        | Fernando Alonso  | 2010                               |
| 1        | Mark Webber      | 2011                               |
| 1        | Nico Rosberg     | 2016                               |
| 1        | Valtteri Bottas  | 2018                               |
| 1        | Lando Norris     | 2024                               |

### Vittorie per team
| Vittorie | Team            | Stagioni                                       |
| -------- | --------------- | ---------------------------------------------- |
| 8        | Mercedes        | 2014, 2015, 2016, 2017, 2018, 2019, 2020, 2021 |
| 6        | Red Bull Racing | 2009, 2011, 2012, 2013, 2022, 2023             |
| 3        | Ferrari         | 2007, 2008, 2010                               |
| 1        | McLaren         | 2024                                           |

### Vittorie per motore
| Vittorie | Motore     | Stagioni                                             |
| -------- | ---------- | ---------------------------------------------------- |
| 9        | Mercedes   | 2014, 2015, 2016, 2017, 2018, 2019, 2020, 2021, 2024 |
| 4        | Renault    | 2009, 2011, 2012, 2013                               |
| 3        | Ferrari    | 2007, 2008, 2010                                     |
| 1        | RBPT       | 2022                                                 |
| 1        | Honda RBPT | 2023                                                 |